# Martin Motors MiniBus
Der MiniBus ist ein Reisebus des italienischen Herstellers Martin Motors.
Der MiniBus wurde im Sommer 2009 aufgelegt und wird seither auf dem italienischen Markt vertrieben. Zum Einsatz soll der MiniBus vor allem für reisende Kleingruppen in ländlichen Regionen als auch für den Personentransport im öffentlichen Nahverkehr über Passstraßen und Berg- und Hafenortschaften mit engen Straßen kommen.
| Modell        | 6750                                                             |
| Sitzplätze    | 26 + 1 + 1                                                       |
| Länge (mm)    | 7480                                                             |
| Breite (mm)   | 2310                                                             |
| Höhe          | 3060                                                             |
| Motor         | IVECO 170 cv                                                     |
| Leistung (PS) | 170                                                              |
| Getriebe      | unbk. manuelles 5-Gang-Schaltgetriebe                            |
| Luftfederung  | elektronisch schaltbare Stabilisatoren Einzelradabhängig         |
| Achse vorne   | Cinese                                                           |
| Achse hinten  | Cinese                                                           |
| Bremsen       | Scheibenbremse mit Dual-Schaltung hinten Trommelbremse vorne     |
| ABS           | WABCO                                                            |
| Audio         | AM/FM-Radio mit Kassettenfach                                    |
| Sicherheit    | Kameraüberwachung des hinteren Türbereiches mit B&W-Schaltanlage |
| Weiteres      | -                                                                |
| Optional      | 1x15"-LCD                                                        |

## Quelle
- Offizielle Webseite des Martin Motors Pulmann Urbani